# عذرخواهی بدون عذرخواهی
عذرخواهی-عدم عذرخواهی بیانیه‌ای است که فرم و شکل یک عذرخواهی را داراست ولی پشیمانی و ندامت مورد انتظار را بیان نمی‌کند. این نوع از عذرخواهی هم در سیاست و هم در روابط عمومی کاربرد بسیاری دارد. این نوع بیانیه عموماً شامل این است که فرد سخنگو متأثر و متأسف است نه برای یک رفتار، بیانیه، گفتار، سوء عمل، جرم، گناه یا خطا بلکه بیشتر متأسف است، چون فرد آزرده شده تقاضای عذرخواهی دارد، ابراز و اظهار شکایت می‌کند یا فردی یا چیزی را تهدید به مجازات یا تلافی و عمل متقابل می‌نماید.
برای نمونه، می‌توان به عباراتی همچون «متاسفم که می‌بینم این اتفاق برای شما رخ داده» یا «متاسفم که شما اینطوری احساس می‌کنید» اشاره کرد.
بیانیه‌ای که در آن از واژگان «متاسف/متاثر» استفاده شود ولی مسئولیتی برای خطای روی داده را بیان نکند می‌تواند معنی ابراز پشیمانی را داشته باشد، لیکن از این‌چنین بیانیه‌ای می‌توان برای استنباط و استخراج عذرخواهی بدون تصدیق کردن خطای صورت گرفته استفاده نمود.
دبورا لوی (Deborah Levi) انواع عذرخواهی را به شکل زیر محتمل می‌داند:
1. عذرخواهی تاکتیکی: زمانی که یک فرد متهم به خطا پوزشی لفظی و استراتژیک می‌طلبد که الزاماً خالص و بی‌ریا نیست.
2. عذرخواهی توضیحی: زمانی است که یک فرد متهم به خطا پوزشی که می‌طلبد تنها یک ژست و گفتار باشد که در جهت مخالفت با اتهام خطای انجام شده‌است. در واقع می‌توان از آن به عنوان دفاع از عمل مورد اتهام استفاده کرد.
3. عذرخواهی فرمالیته: زمانی که یک فرد متهم به خطا به نصیحت و توصیه یک شخص با نفوذ (که می‌تواند همان فردی باشد که خطا را انجام داده) عذرخواهی می‌کند.
4. عذرخواهی پایان خوش: زمانی که یک فرد متهم به خطا به‌طور کامل عمل خطا و مسئولیت آن را به عهده می‌گیرد و به راستی از عمل خود اظهار ندامت و پشیمانی می‌کند.